# 103734 Winstonscott
103734 Winstonscott este o planetă minoră (asteroid) din centura de asteroizi. A fost descoperită pe 5 februarie 2000 la Observatorul Național Kitt Peak de Marc Buie⁠(d). 
Obiectul prezintă o orbită caracterizată de o semiaxă mare de 2,3873338135844 UAi, o excentricitate de 0,2381124819367, o înclinație de 9,4285679055341 ° în raport cu ecliptica.